# Polemonium californicum
Polemonium californicum är en blågullsväxtart som beskrevs av Alice Eastwood. Polemonium californicum ingår i släktet blågullssläktet, och familjen blågullsväxter. Inga underarter finns listade i Catalogue of Life.

## Bildgalleri

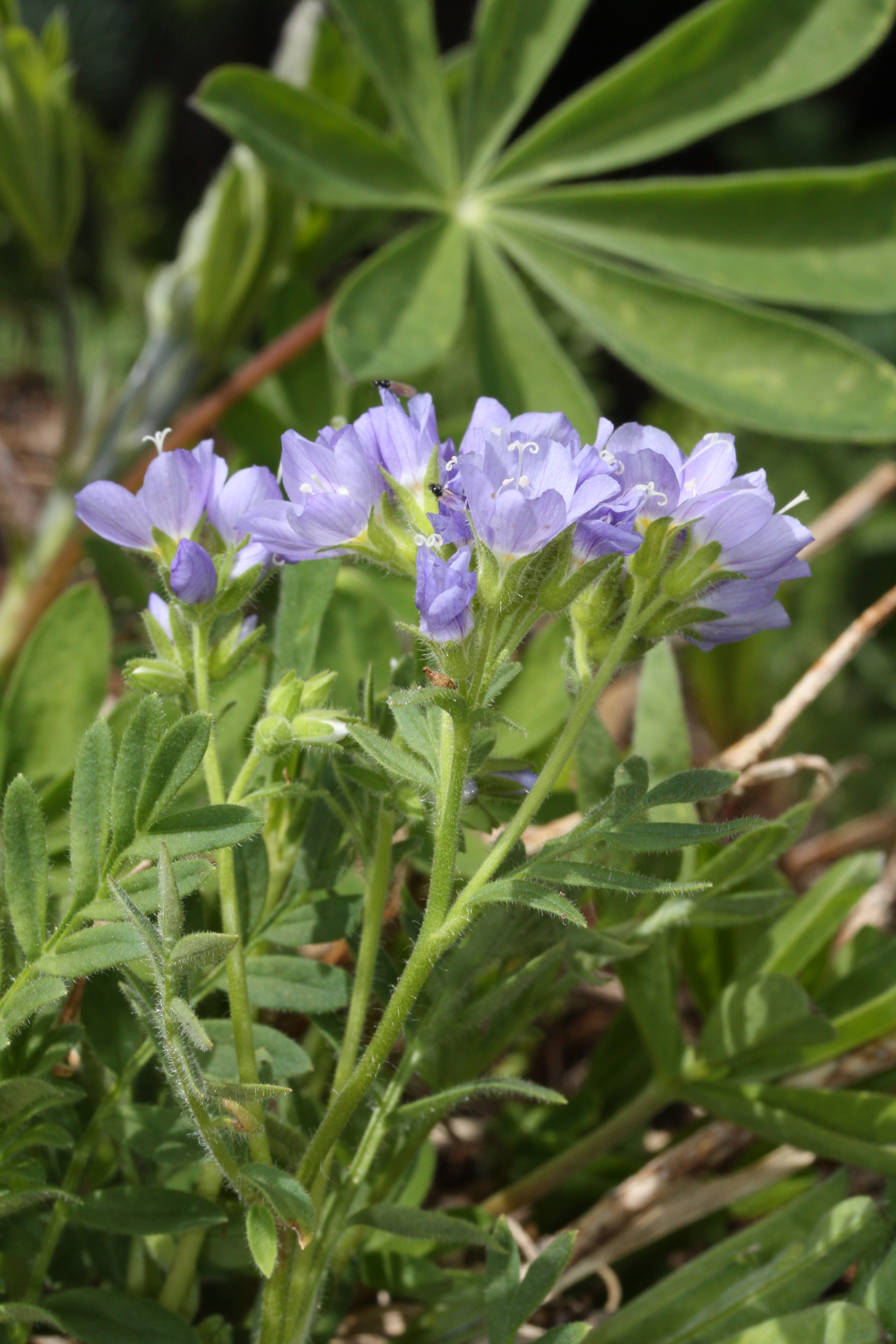
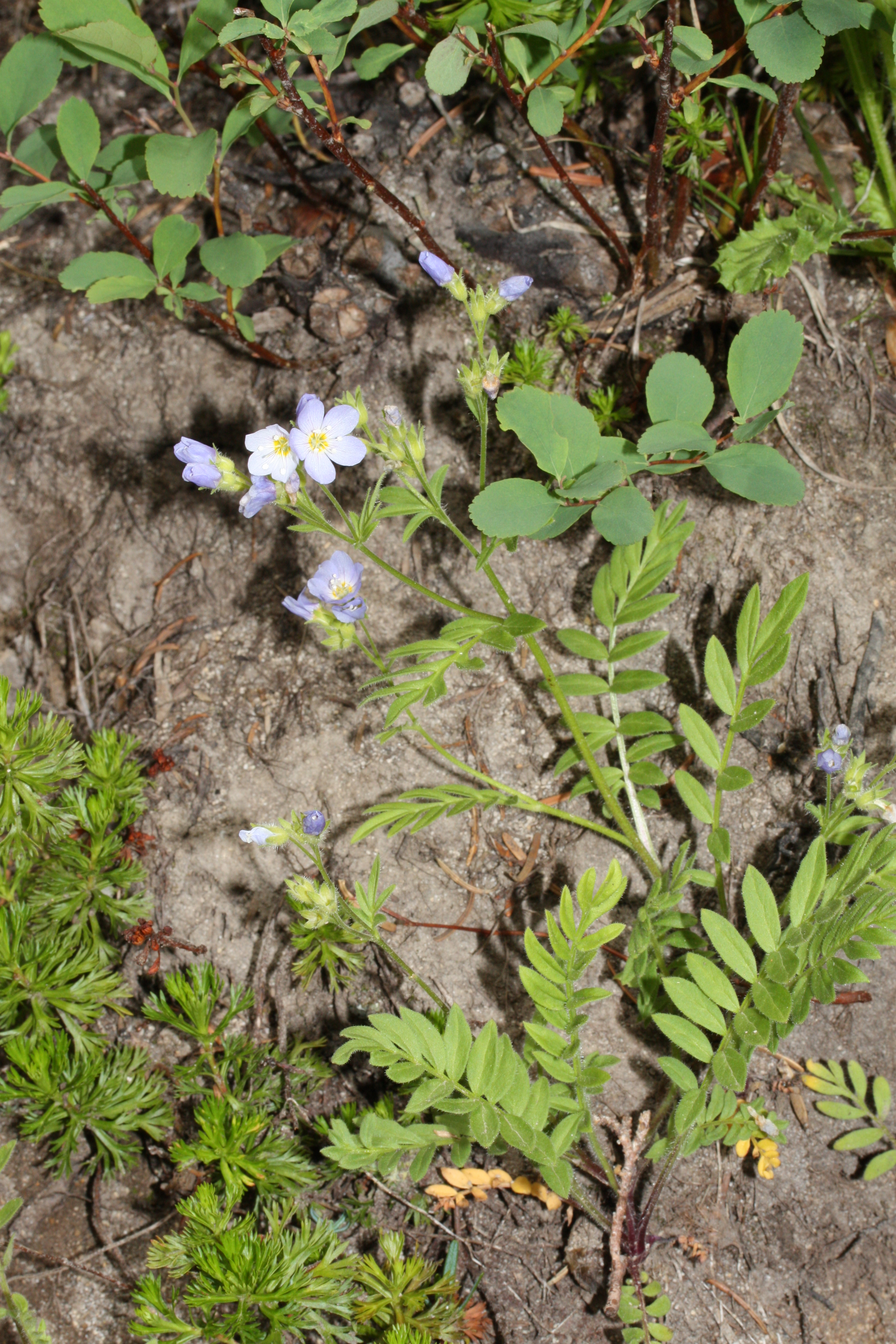
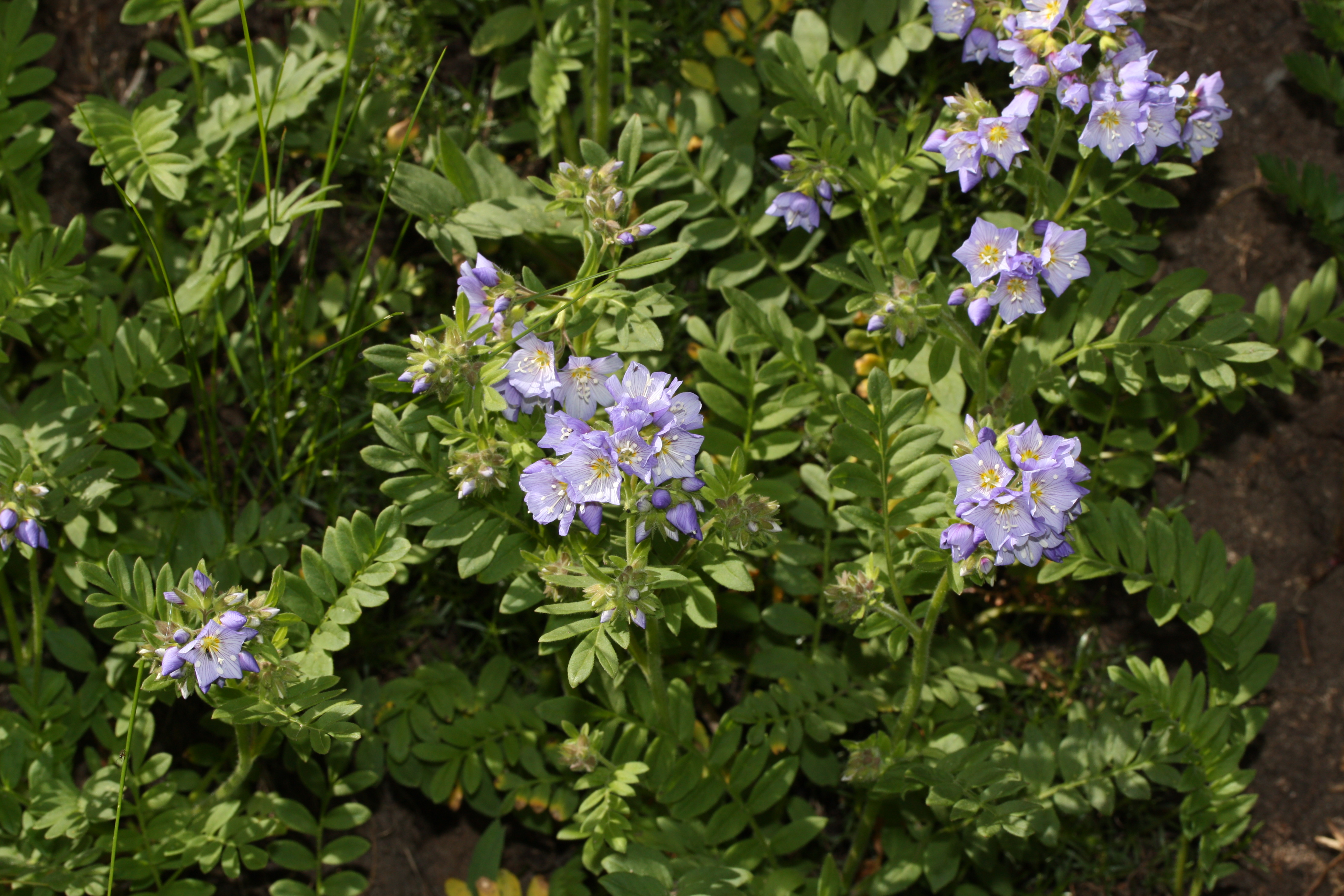
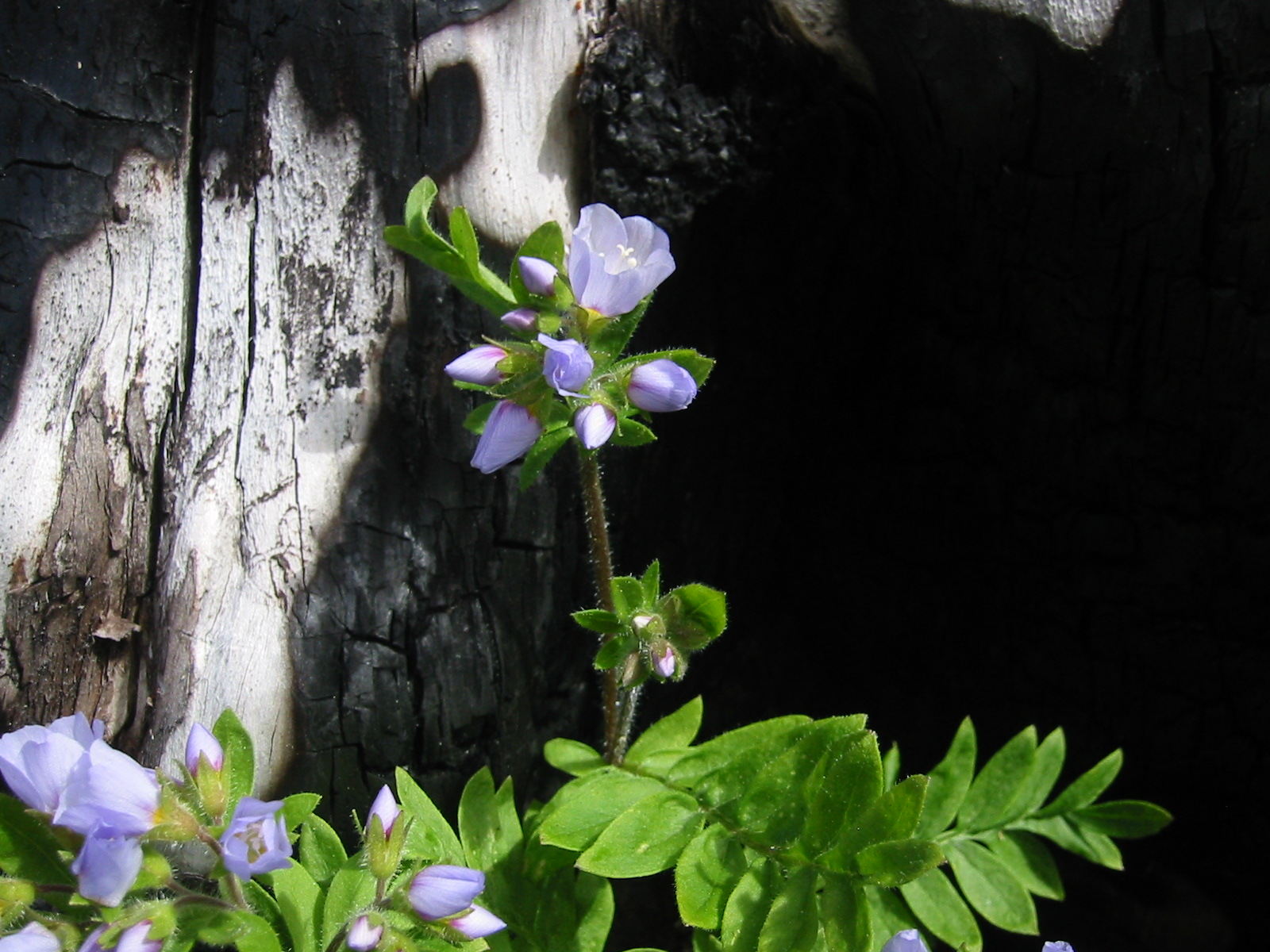
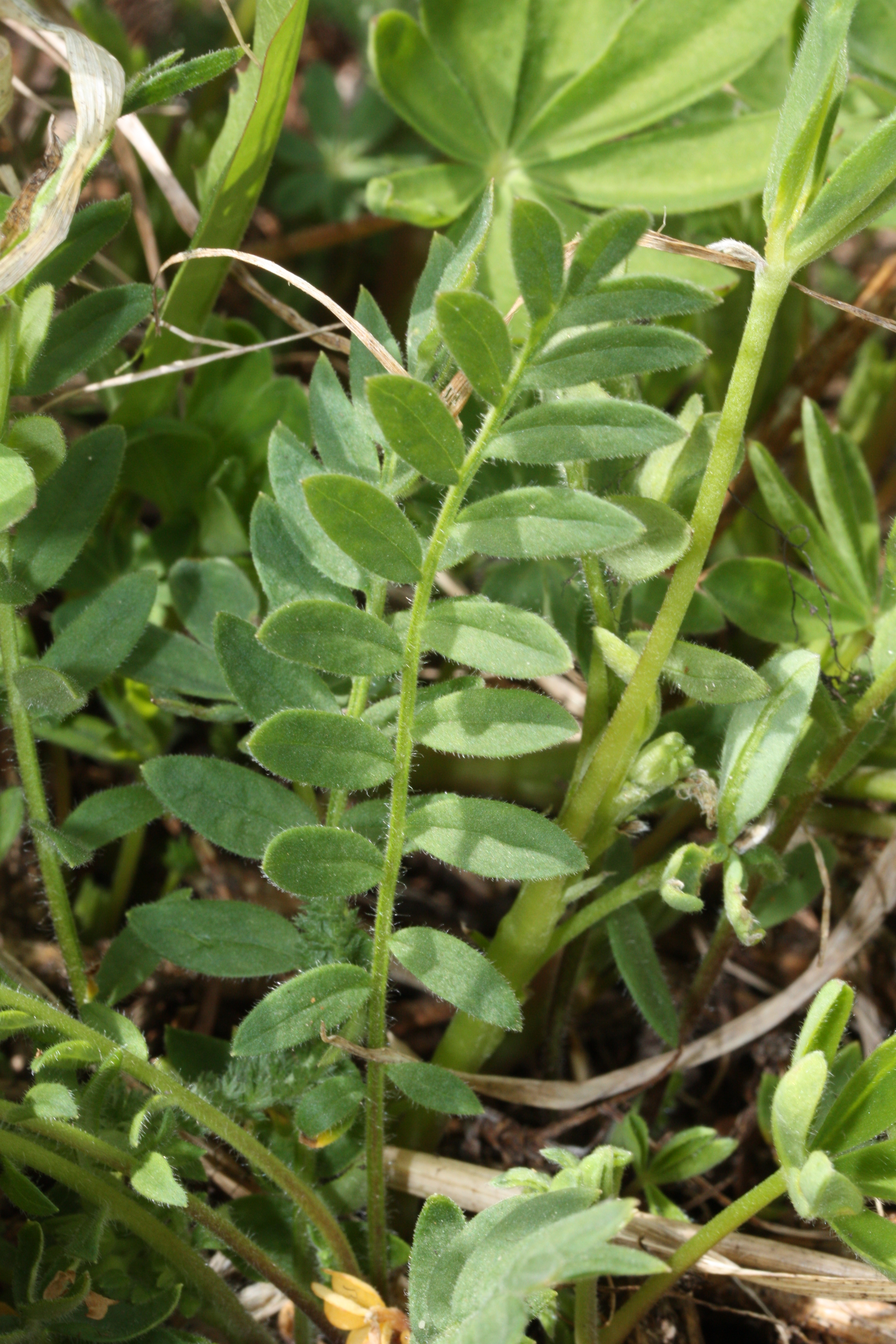
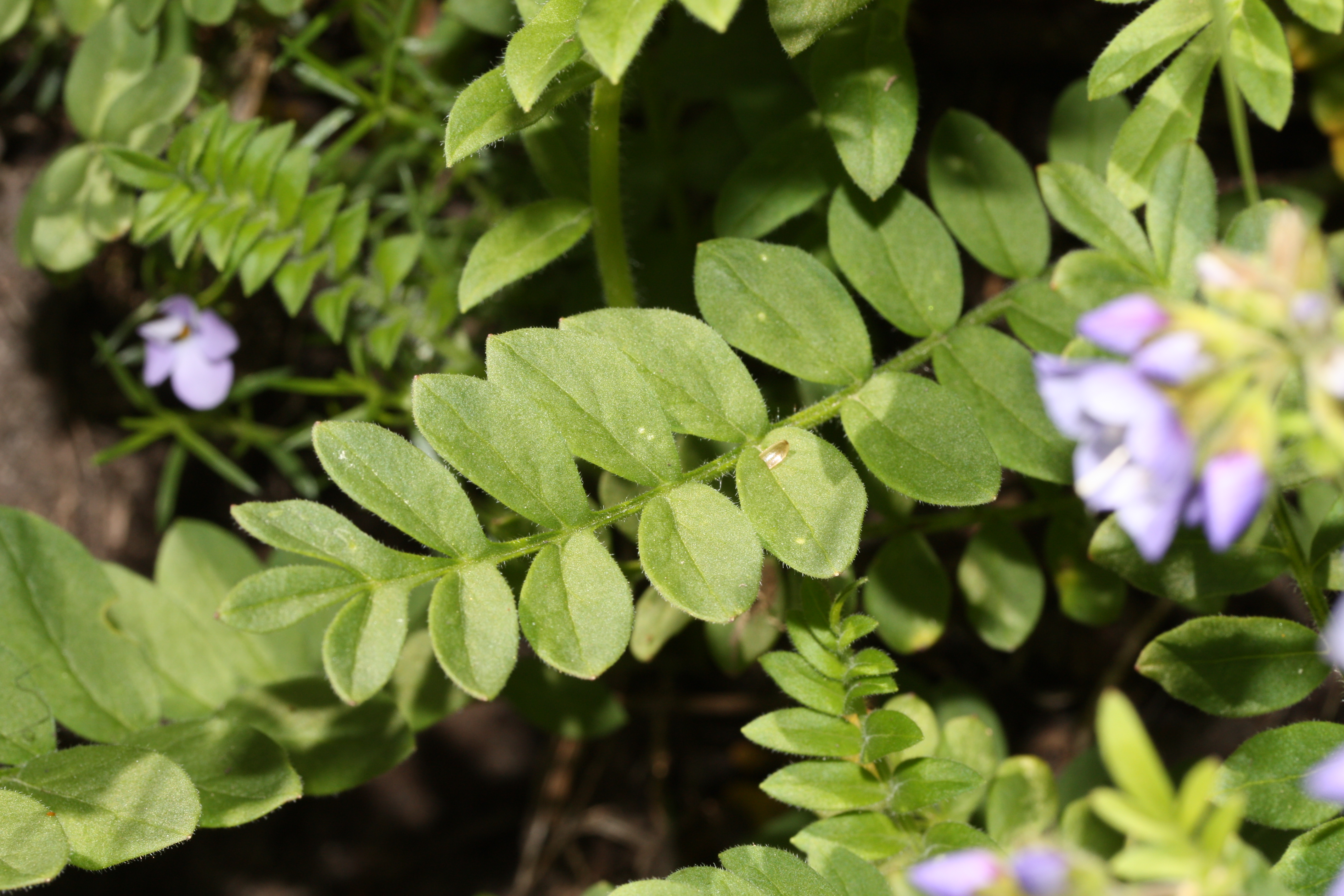